# راتينجية كوياما
راتينجية كوياما (باللاتينية: Picea koyamae) نوع شجري يتبع جنس الراتينجية من الفصيلة الصنوبرية.

## البيئة والانتشار
ينتشر في وسط جزيرة هونشو في اليابان.